# Kophobelemnon affine
Kophobelemnon affine is een Pennatulaceasoort uit de familie van de Kophobelemnidae. De wetenschappelijke naam van de soort is voor het eerst geldig gepubliceerd in 1894 door Studer.